# Behm (rzeka w Australii)
Behm – rzeka w Australii, na obszarze Terytorium Północnego i Australii Zachodniej. Ma 66 km długości. Uchodzi do sztucznego jeziora Argyle (przed jego utworzeniem była dopływem rzeki Ord). Została odkryta w 1879 roku przez Alexandra Forresta, który nazwał ją "na cześć doktora Behna z Gotha, następcy Petermanna, który przez wiele lat współpracował z tym dżentelmenem w badaniach mających na celu rozwój australijskiej geografii naukowej". Była oznaczana na mapach jako rzeka Behn aż do 1996 roku, kiedy ustalono, że została nazwana na cześć doktora Ernsta Behma, znanego niemieckiego geografa, i wówczas poprawiono pisownię jej nazwy.